# Podlesie (powiat jarociński)
Podlesie – osada w Polsce położona w województwie wielkopolskim, w powiecie jarocińskim, w gminie Żerków. Miejscowość wchodzi w skład sołectwa Raszewy.
W latach 1975–1998 miejscowość należała administracyjnie do województwa kaliskiego.
Z Podlesia pochodzi Witold Trąmpczyński, polski profesor nauk ekonomicznych, polityk, prezes Narodowego Banku Polskiego.